# Sverdrup-Station

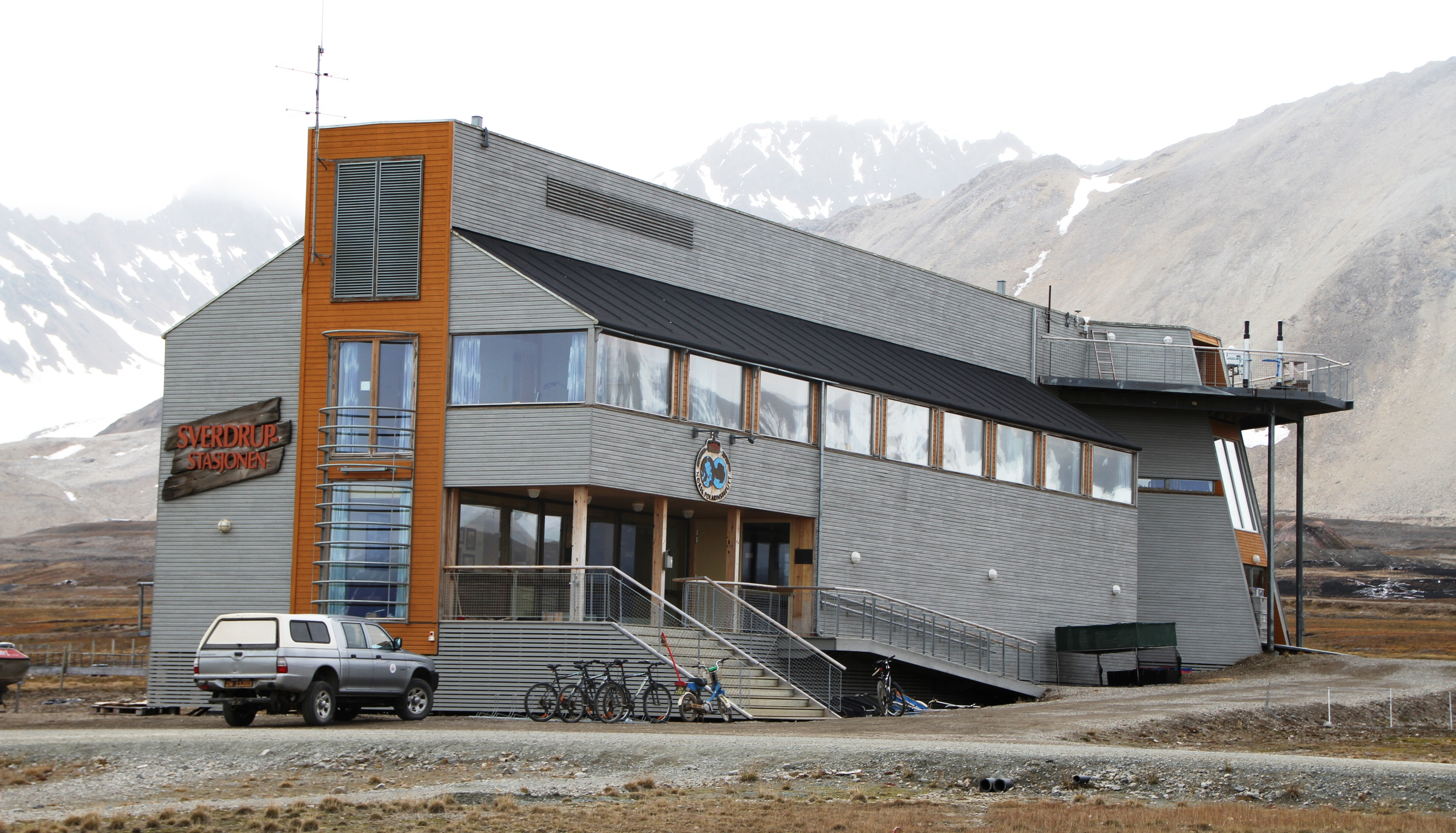
Die Sverdrup-Station (2012)

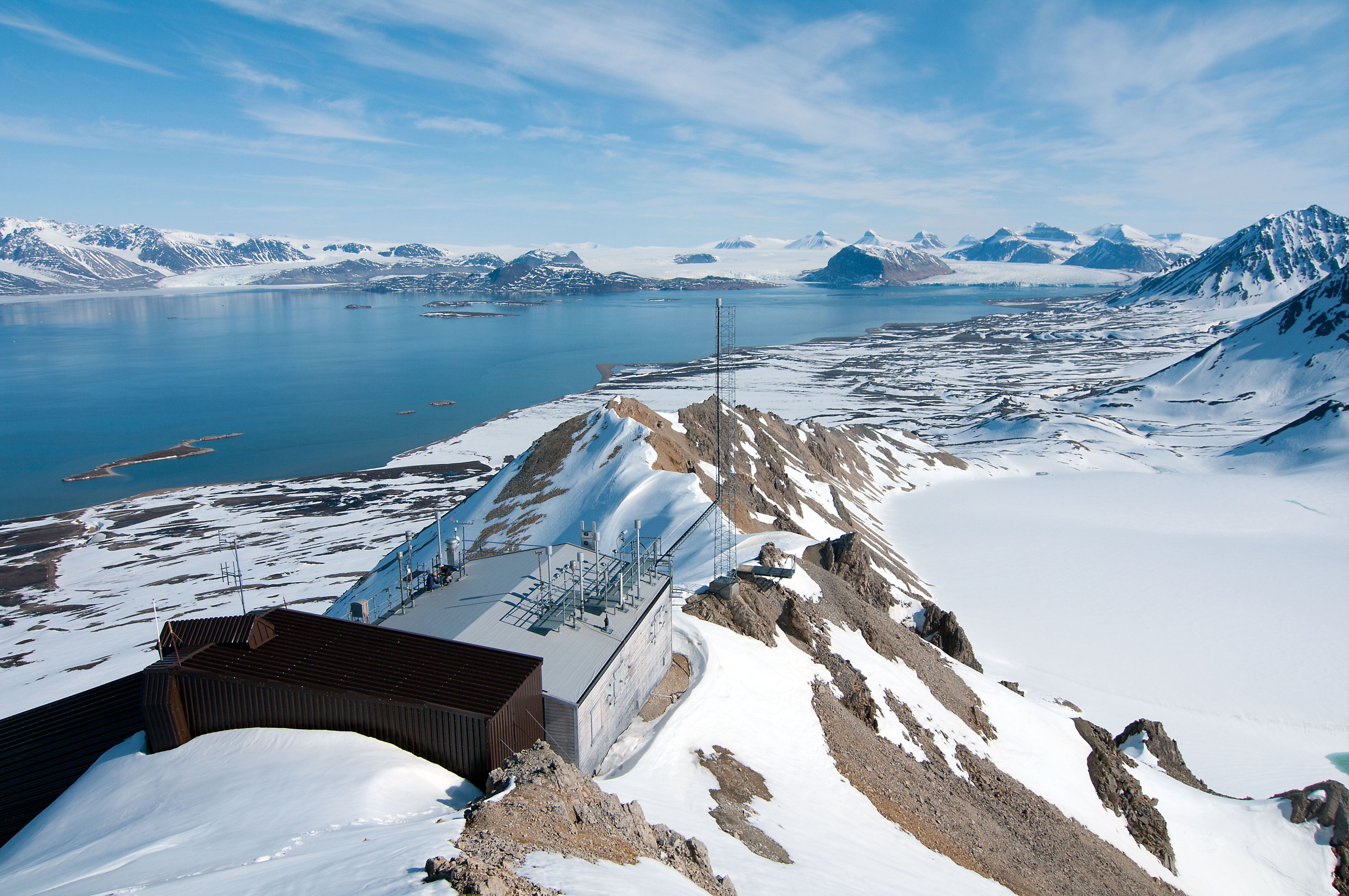
Zeppelin-Observatorium (2011)

Die Sverdrup-Station (norwegisch Forskningsstasjon – Sverdrup) ist eine norwegische Forschungsstation in Ny-Ålesund auf der Insel Spitzbergen. Sie wird vom Norwegischen Polarinstitut betrieben.

## Lage
Die Station befindet sich in Ny-Ålesund, dem nördlichsten ständig bewohnten Ort Spitzbergens, am Kongsfjord. Das Hinterland wird vom Brøggerdalen mit den dort endenden Gletscherzungen des Austre und Vestre Brøggerbreen und von den bis knapp 800 m hohen Bergen der Halbinsel Brøggerhalvøya gebildet. Der Hafen Ny-Ålesunds ist 500 Meter, der Flughafen etwa 1,3 Kilometer entfernt. In unmittelbarer Nähe befinden sich Forschungsstationen weiterer Nationen, u. a. die deutsche Koldewey-Station.

## Geschichte
Ny-Ålesund entstand als Bergbausiedlung am Anfang des 20. Jahrhunderts. Es diente zudem mehrmals als Ausgangspunkt bedeutender Arktisexpeditionen. Als in den 1960er Jahren die Förderung von Steinkohle eingestellt wurde, begann der Wandel zu einem Wissenschaftsstandort. Heute betreiben hier mehr als zehn Nationen eigene Forschungsstationen. Den Anfang machte Norwegen 1968 mit der Gründung der Sverdrup-Station. Das heutige Hauptgebäude wurde 1999 fertiggestellt und ist ganzjährig von vier, im Sommer fünf, Personen besetzt. Angeschlossen ist das 1990 in Betrieb genommene und im Mai 2000 neu eröffnete Zeppelin-Observatorium in 475 m Höhe, das mittels einer Seilbahn erreicht wird.

## Beschreibung
Das Hauptgebäude der Forschungsstation besitzt eine überdachte Fläche von 585 m². Es beinhaltet Büros mit Telefon, Internetzugang und Gastcomputern, zwei Werkstätten für kleinere elektronische und mechanische Reparaturen, ein kleines Laboratorium für Gäste, eine große Dachterrasse für wissenschaftliche Instrumente, eine Bibliothek und einen Vortragsraum. Die Station bietet eine umfassende logistische Unterstützung von Exkursionen durch die Bereitstellung von Booten, Schneemobilen, Schlitten, Zelten, Schlafsäcken, Primuskochern, Polaranzügen usw.

## Klima
Die Station befindet sich in einem Gebiet mit Permafrost und hocharktischem Klima. Die mittlere Jahrestemperatur beträgt −6,3 °C, die mittlere Temperatur im Februar −14,6 °C und im Juli 4,9 °C. Die mittlere jährliche Niederschlagsmenge betrug im Zeitraum von 1975 bis 1989 370 mm. Das Eis im Kongsfjord bricht im April bis Mai auf. Der Wind weht vorwiegend aus dem Osten.

## Forschung
Die am Sverdrup-Institut durchgeführte Forschungsarbeit besitzt folgende Schwerpunkte:
- Monitoring der arktischen Fauna sowie Langzeitstudien der Auswirkung von Schadstoffen auf Vögel und arktische Säugetiere wie Polarfüchsen, Eisbären und Rentiere
- Monitoring von Gletschern, insbesondere glaziale Massenbilanzuntersuchungen
- Monitoring des Festeises im Kongsfjord, in-situ-Messungen der Eiseigenschaften und tägliche Beobachtung seiner Ausdehnung (seit 2003)
- Langzeitmonitoring meteorologischer Daten (seit 1969)
- tägliche Messungen der UV-Strahlung und des atmosphärischen Ozons